# New-York Mirror

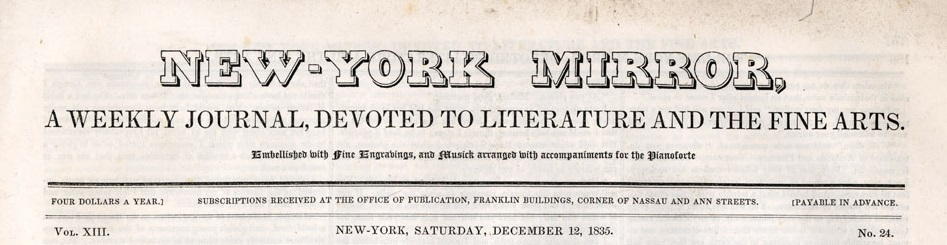
New-York Mirror, A Weekly Journal, Devoted to Literature and the Fine Arts, Vol. XIII, Nr. 24 (Lördag 12 december 1835).

New-York Mirror var en veckotidning som publicerades i New York. The Mirror grundades av George Pope Morris och Samuel Woodworth i augusti 1823. Tidningen gavs ut veckovis och fokuserade främst på konst och litteratur, utöver lokala nyheter. 1842 lades tidningen ned men 1843 började Morris samarbeta med den populära skribenten Nathaniel Parker Willis och 1844 påbörjades utgivningen igen men nu under namnet The Evening Mirror som gavs ut fram till 1898.
Det var i The Evening Mirror som Edgar Allan Poe, den 29 januari 1845, första gången publicerade dikten Korpen.